# Túnel de Balupor
Los túneles de Balupor (Balupor 1 y 2) son dos túneles carreteros monotubos de 357 y 276 metros de longitud (Son los 16º y 24º túneles carreteros de Aragón por longitud), se disponen de manera consecutiva en la N-260 (Eje Pirenaico) para salvar el inicio del congosto de Jánovas, distan entre sí 1.066 metros y se ubican unos kilómetros al oeste de Boltaña. Sus características y estado de conservación son excelentes, poseen dos amplios carriles para la circulación y arcenes.

## Historia
Los túneles de Balupor fueron concebidos y ejecutados a principios de la década de 1990 para conferirle un trazado amplio y rectilíneo a la N-260 (Eje Pirenaico), evitando en ambos casos tramos pegados al río Ara muy sinuosos, estrechos y con dos pequeños y antiguos túneles excavados en roca viva con graves problemas de estabilidad.
El acondicionamiento de la N-260 como Eje Pirenaico solo se ejecutó en la mitad oeste del Congosto de Jánovas, quedando pendiente el tramo Congosto de Jánovas-Fiscal a la espera de la decisión sobre el embalse de Jánovas. Una vez descartado este embalse, se prevé la ejecución de uno o dos nuevos túneles para salvar la mitad este del congosto.